# Johann Peter Hebel

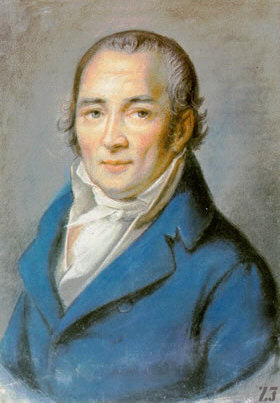
Johann Peter Hebel

Johann Peter Wenzel Hebel (Basilea, 10 maggio 1760 – Schwetzingen, 22 settembre 1826) è stato uno scrittore e poeta tedesco.

## Biografia
È il più significativo rappresentante della letteratura dialettale alemanna.
Esordì nel 1803 con Poesie alemanne (Alemannische Gedichte), che restano la sua opera maggiore. Nei brevi racconti Lo scrigno dell'amico renano (Schatzkästlein des rheinischen Hausfreundes, 1811) conciliò, in uno stile limpido e garbato, un caldo umorismo e una precisa intenzione pedagogica, meritando fra gli altri gli elogi di Johann Wolfgang von Goethe, Walter Benjamin, Ernst Bloch, Martin Heidegger e Jean Paul. Alfine, Hebel scriveva nel 1824 i Racconti biblici (Biblische Geschichten) per i giovani.
Nel 1814 prestò servizio nell'esercito prussiano di stanza a Neuchatel e prendendo spunto dalla rigida vita militare della caserma scrisse Lode alla disciplina, un breve racconto satirico-umoristico che dava un che di comicità alla vita militare e prendeva in giro gli alti ufficiali dell'esercito, come Blucher, che nella commedia figurava come un vecchio storpio lagnoso.
Durante la sua esistenza svolse la funzione di pastore protestante, oltre a seguire la carriera scolastica, dapprima come professore di ginnasio, poi come preside e infine come sovrintendente.
Inoltre collaborò per molti anni, a partire dal 1807, con l'almanacco popolare Amico di casa renano, tramite il quale scrisse racconti e novelle.
Oltre ai suoi intenti pedagogici, Hebel evidenziò una profonda passione sia per le bellezze della natura sia per l'ambiente contadino, oltreché per la spiritualità.